# Oryctes boas
Oryctes boas är en skalbaggsart som beskrevs av Fabricius 1775. Oryctes boas ingår i släktet Oryctes och familjen Dynastidae. Inga underarter finns listade i Catalogue of Life.

## Bildgalleri

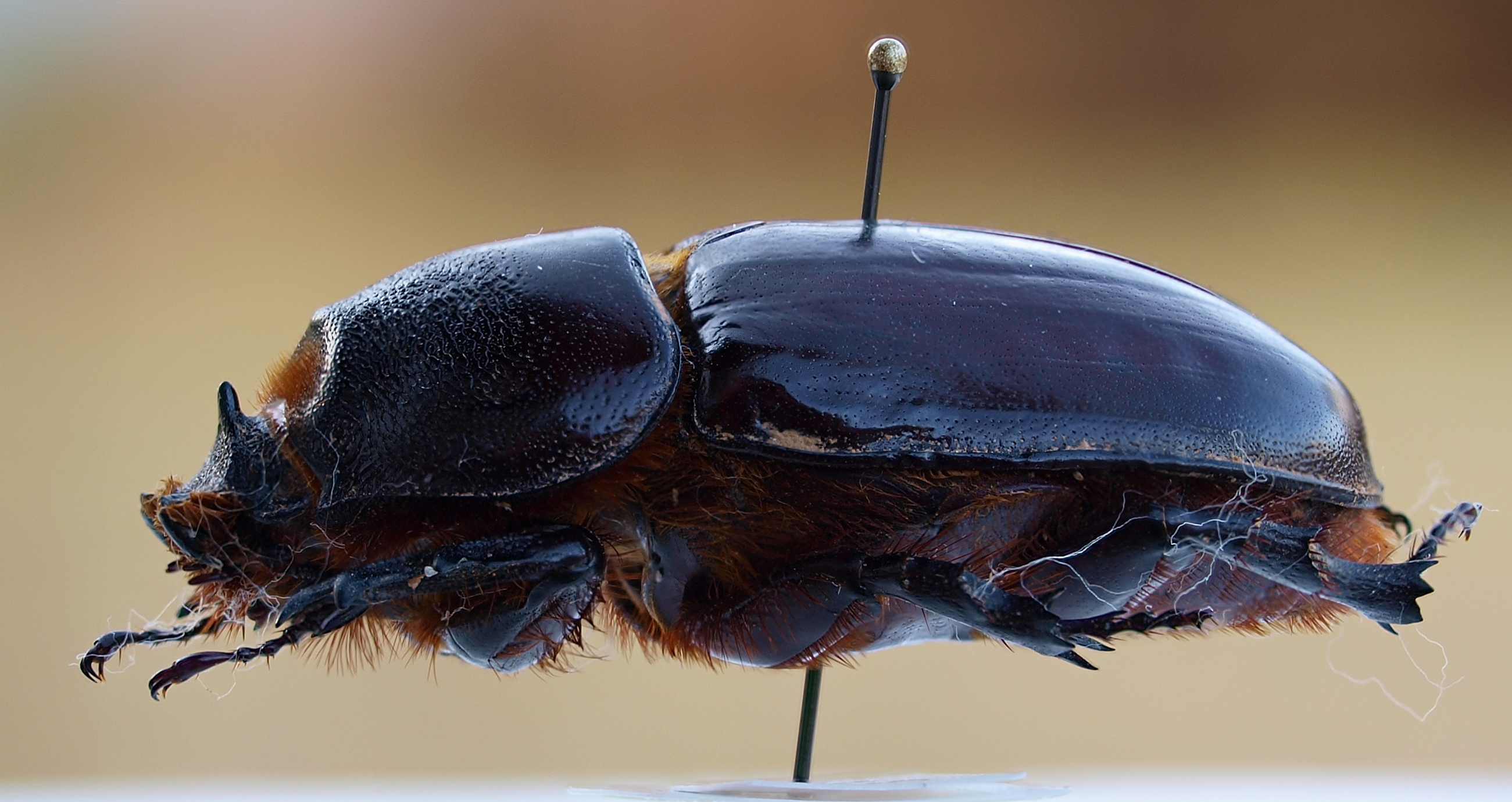
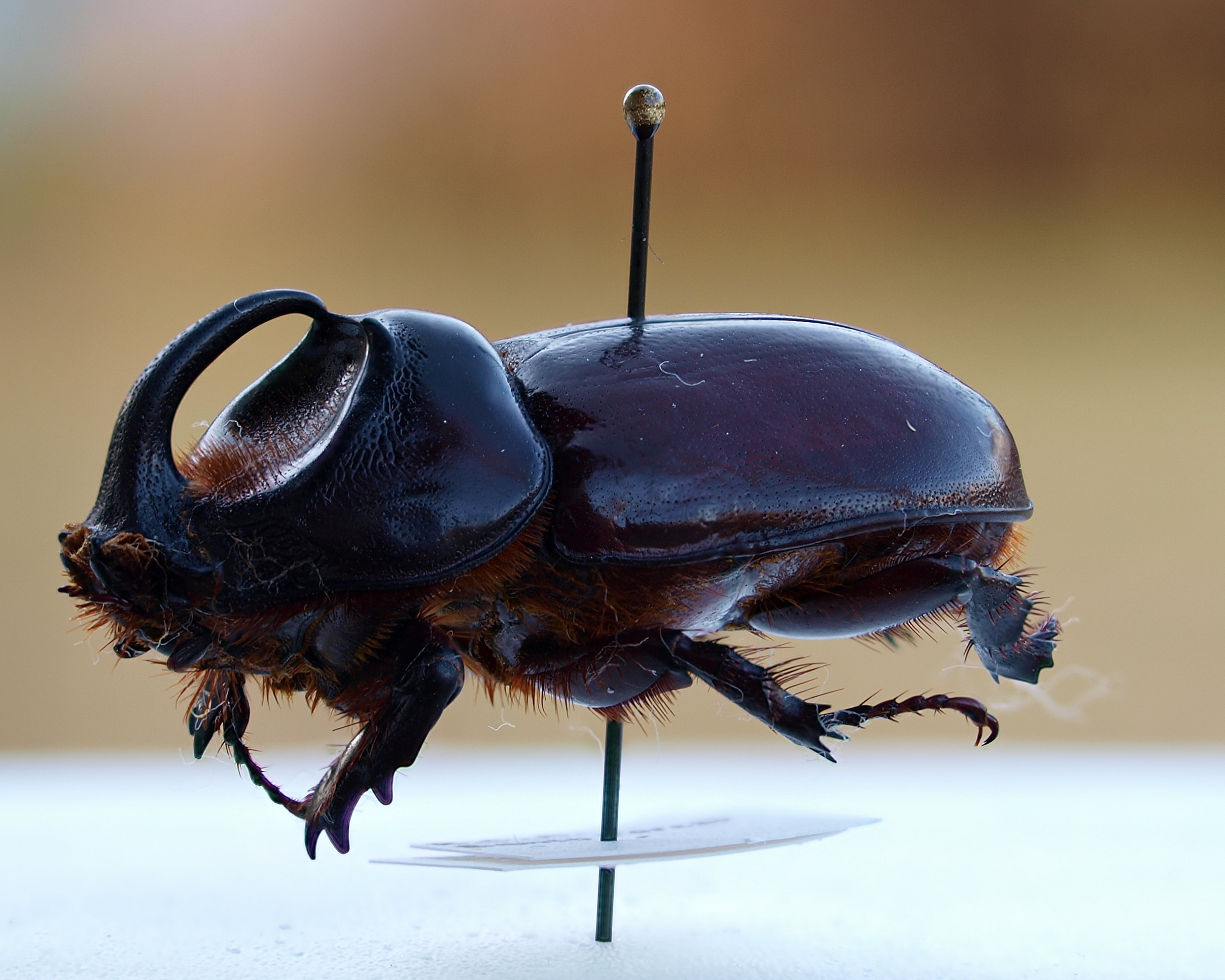
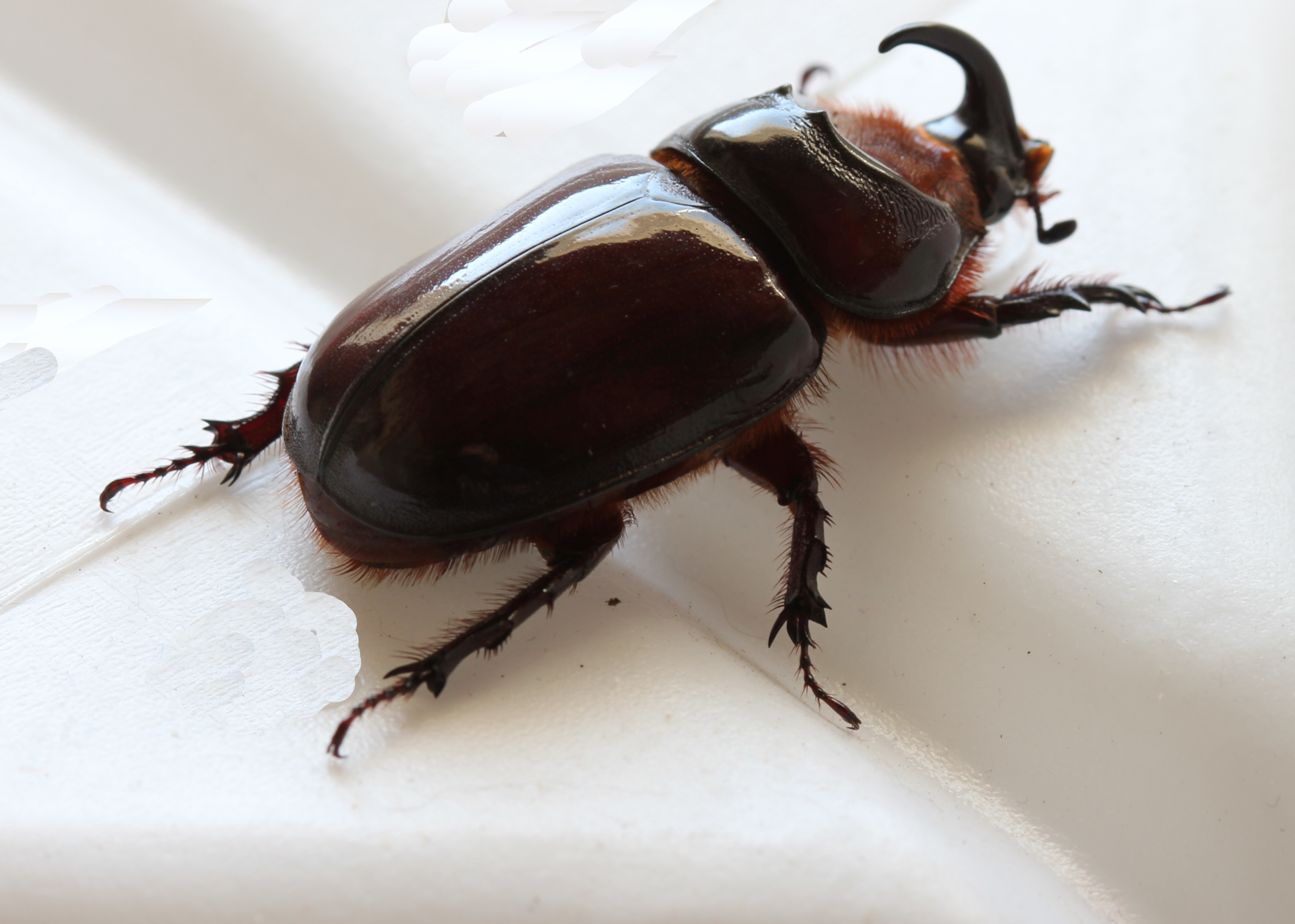
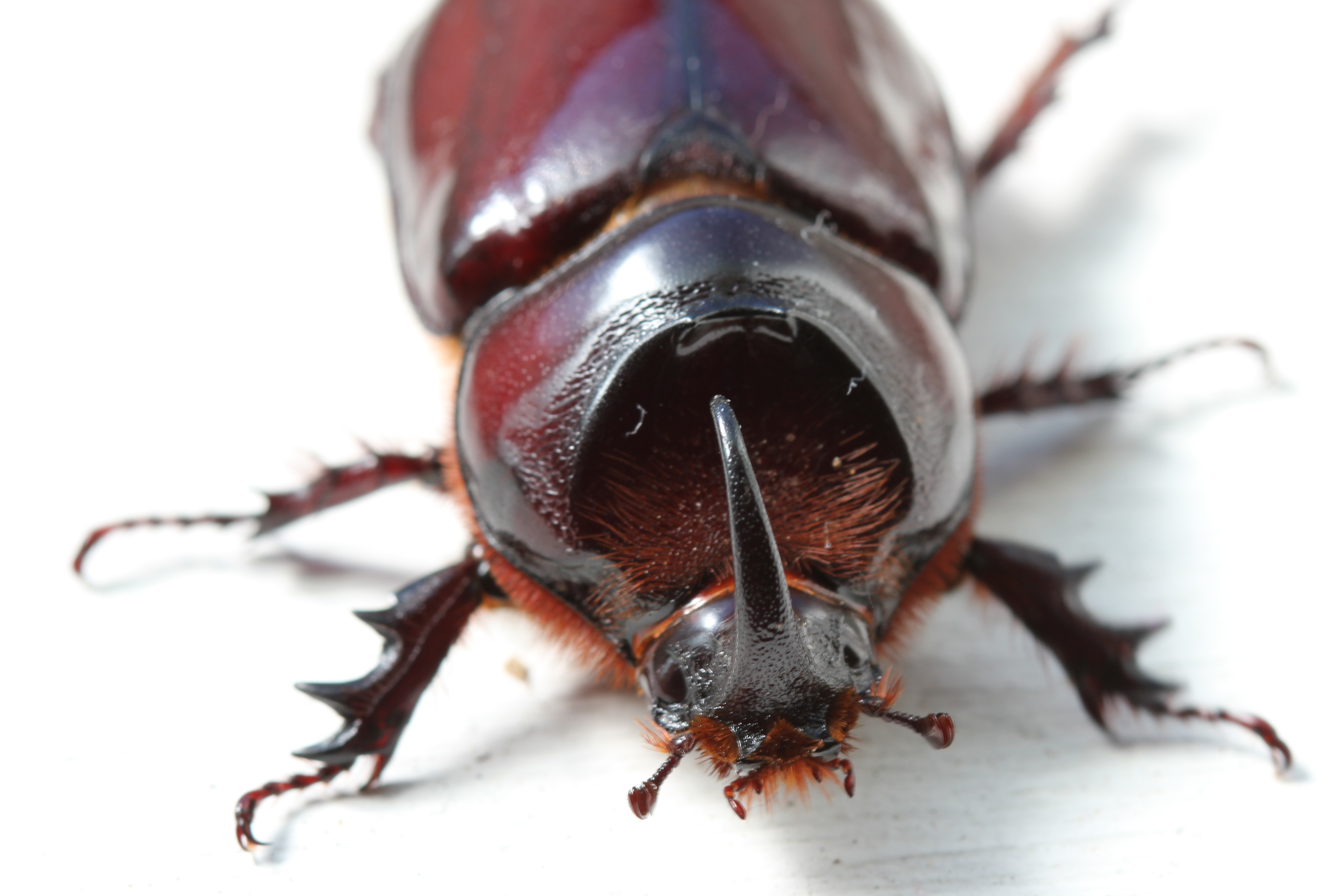
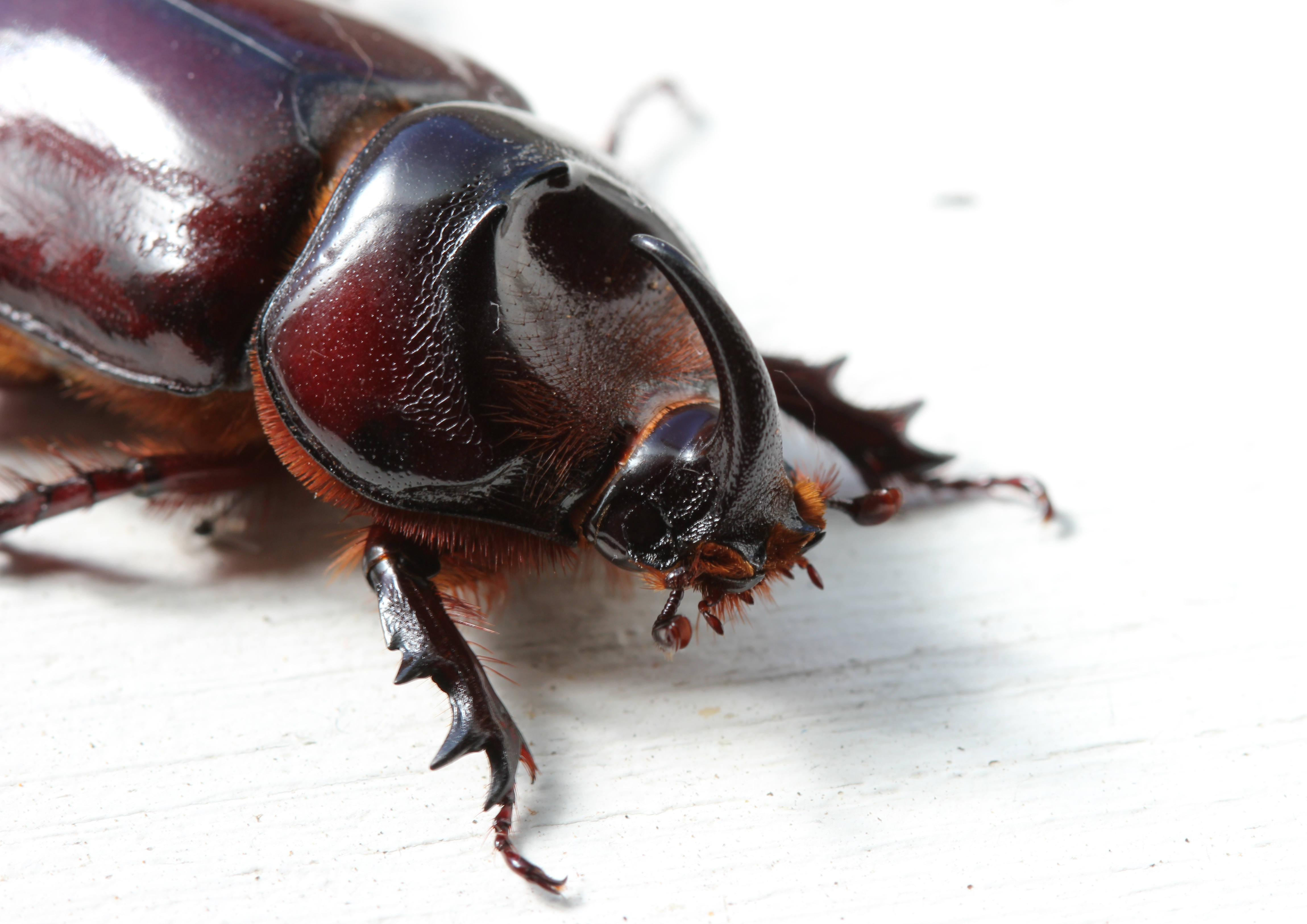